# 岡田円
岡田 円（おかだ まどか、1988年11月21日 - ）は、日本の女性総合格闘家、元空手家。東京都出身。身長160cm、体重53kg。血液型B型。総合格闘技闇愚羅所属。

## 来歴
小学5年の時に芦原会館西山道場に入門、小林由佳の妹分として注目される。2006年5月に開催された新極真会の「第23回全日本ウェイト制空手道選手権」女子中量級で優勝、翌2007年5月の第24回大会でも同階級で連覇を果たした。
その一方で総合格闘技も並行して参戦。総合デビューは2005年8月17日のスマックガール国立代々木競技場第2体育館大会での横瀬いつか戦（判定勝ち）。その後、空手仕込みの蹴りで総合3連勝を飾るが、2007年3月11日の藤野恵実戦で組み技で一本負けを喫し初黒星。これが彼女の転機となった。
その後、空手と並行して以前から親交のあった辻結花の所属する闇愚羅に練習に通うようになり、10月の新極真会・第9回全世界空手道選手権大会を最後に総合に専念、西山道場から闇愚羅に移籍した。
2008年2月14日、スマックガールで中村さくらと対戦し、チョークスリーパーで初の一本勝ち。
2009年7月26日、自身初となるキックボクシングルールでの試合となったJ-GIRLSで708なおみと対戦し、パンチを武器に2度のダウンを奪うなどして判定勝ち。
2009年8月23日、シュートボクシングの女子トーナメント「Girls S-cup 2009」に出場。1回戦は富田美里を膝蹴りでKOするも、続く準決勝でV一の投げで3度のシュートポイントを奪われ判定負け。

## 戦績

### 総合格闘技
| 総合格闘技 戦績 | 総合格闘技 戦績 | 総合格闘技 戦績 | 総合格闘技 戦績 | 総合格闘技 戦績 | 総合格闘技 戦績 | 総合格闘技 戦績 |
| --------------- | --------------- | --------------- | --------------- | --------------- | --------------- | --------------- |
| 6 試合          | (T)KO           | 一本            | 判定            | その他          | 引き分け        | 無効試合        |
| 5 勝            | 1               | 1               | 3               | 0               | 0               | 0               |
| 1 敗            | 0               | 1               | 0               | 0               | 0               | 0               |

| 勝敗 | 対戦相手                      | 試合結果                     | 大会名                                                           | 開催年月日     |
| ○    | 中村さくら                    | 1R 4:43 チョークスリーパー   | SMACKGIRL WORLD ReMix TOURNAMENT 2008 開幕戦 【Discovery Fight】 | 2008年2月14日  |
| ○    | ショーン・KYOKO・タマリブッチ | 5分2R終了 判定3-0            | SMACKGIRL 7th ANNIVERSARY 〜Starting Over〜                      | 2007年12月26日 |
| ×    | 藤野恵実                      | 1R 2:34 ストレートアームバー | SMACKGIRL 2007 〜女王は新宿の夜を赤く染るか？〜                  | 2007年3月11日  |
| ○    | 立分結                        | 5分2R終了 判定3-0            | SMACKGIRL 2006 〜頂女決戦〜                                      | 2006年6月30日  |
| ○    | HARUMI                        | 1R 4:47 KO（膝蹴り）         | SMACKGIRL 2005 〜最軽量記念日〜 【オープニングファイト】         | 2005年11月29日 |
| ○    | 横瀬いつか                    | 5分2R終了 判定2-1            | SMACKGIRL 2005 〜Dynamic!!〜 【オープニングファイト】            | 2005年8月17日  |

### キックボクシング
| 勝敗 | 対戦相手  | 試合結果             | 大会名                                                                     | 開催年月日    |
| ×    | V一       | 2分3R終了 判定0-3    | SHOOT BOXING GIRLS TOURNAMENT Girls S-cup 2009 【Girls S-cup 2009 準決勝】 | 2009年8月23日 |
| ○    | 富田美里  | 2R 0:25 KO（膝蹴り） | SHOOT BOXING GIRLS TOURNAMENT Girls S-cup 2009 【Girls S-cup 2009 1回戦】  | 2009年8月23日 |
| ○    | 708なおみ | 2分3R終了 判定3-0    | J-GIRLS Champion Festival 2009                                             | 2009年7月26日 |

## 獲得タイトル
- 新極真会・第23回全日本ウェイト制空手道選手権・女子中量級優勝
- 新極真会・第24回全日本ウェイト制空手道選手権・女子中量級優勝